# 波羅的海防禦
波羅的海防禦，是國際象棋開局拒后翼棄兵的一種，走法為：
1.d4 d5 2.c4 Bf5